# 1203
| 1203               |
| ------------------ |
| Dødsfald - Fødsler |
|                    |

| Gregoriansk kalender | 1203 MCCIII             |
| Ab urbe condita      | 1956                    |
| Armensk kalender     | 652 ԹՎ ՈԾԲ              |
| Kinesiske kalender   | 3899 – 3900 壬戌 – 癸亥 |
| Etiopisk kalender    | 1195 – 1196             |
| Jødisk kalender      | 4963 – 4964             |
| Hindukalendere       |                         |
| - Vikram Samvat      | 1258 – 1259             |
| - Shaka Samvat       | 1125 – 1126             |
| - Kali Yuga          | 4304 – 4305             |
| Iransk kalender      | 581 – 582               |
| Islamisk kalender    | 599 – 600               |

Konge i Danmark: Valdemar Sejr 1202-1241
Se også 1203 (tal)

## Begivenheder
- Korsfarerne erobrer Konstantinopel
- Århus Domkapitel oprettes.
- Alexios 4. bliver østromersk kejser med støtte fra det fjerde korstog
- Grev Adolf 3. af Holsten køber sin frihed mod afståelsen af sine lande til Valdemar Sejr

## Dødsfald
- 6. april - Abbed Vilhelm, franskfødt abbed i Æbelholt Kloster (født omkring 1127)